# Заградник, Винценц (альтист)
Винценц Заградник (чеш. Vincenc Zahradník; 10 мая 1899, Табор — 13 апреля 1967, Прага) — чешский альтист и музыкальный педагог.
Окончил Пражскую консерваторию, в которой затем на протяжении многих лет преподавал (среди его учеников, в частности, известный чешский альтист Карел Долежал). Ещё студентом в 1921 г. вошёл в состав Квартета имени Ондржичека, бессменным участником которого оставался до его роспуска в 1958 году.
Записал Концерт для альта с оркестром Пауля Враницкого (вместе с Симфоническим оркестром Пражского радио, дирижёр Карел Анчерл), третья часть которого включена в состав известной антологии альтовых записей «The Recorded Viola» (выпуск 2).